# Bujdy na resorach

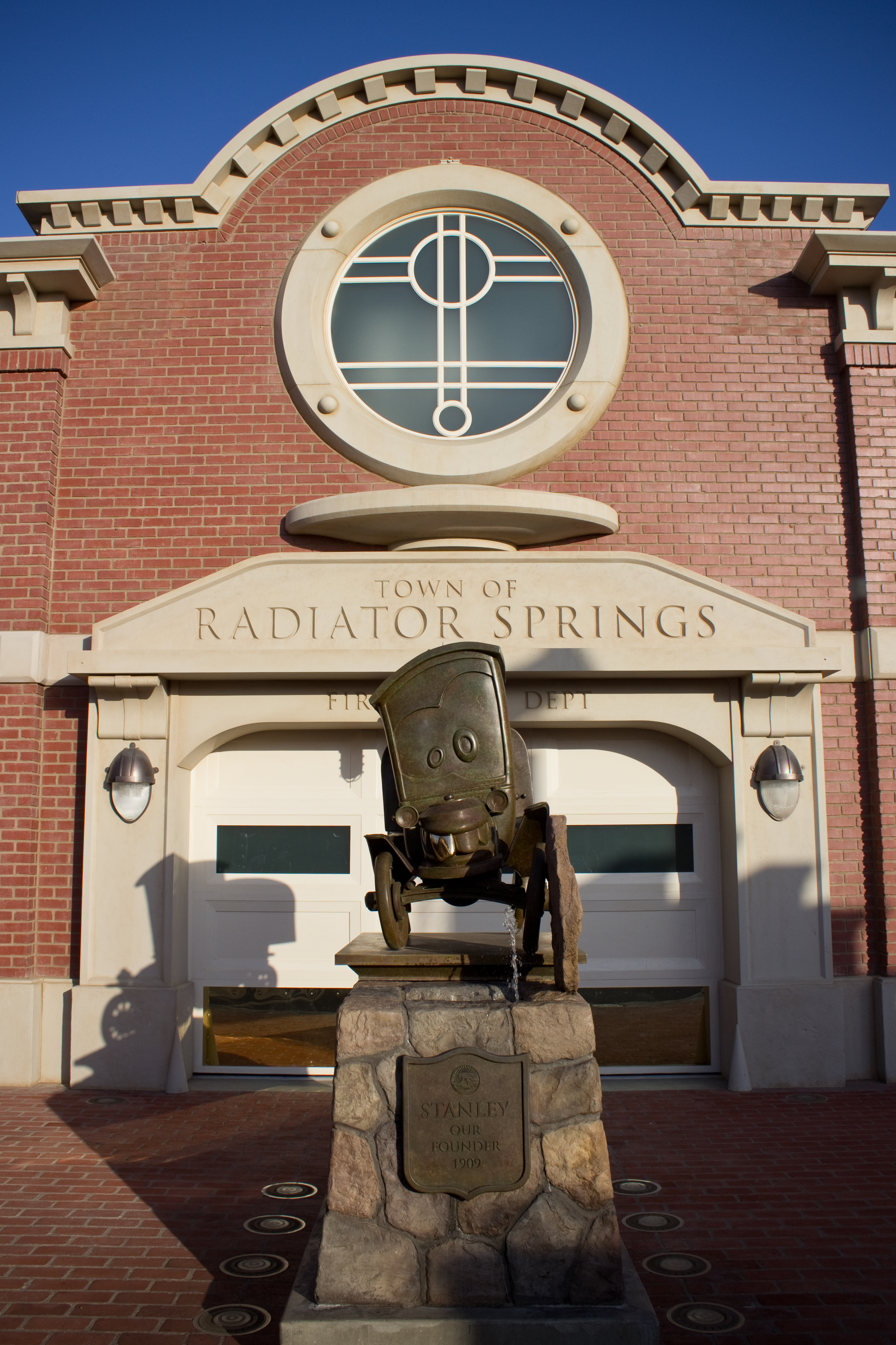
Pomnik Stasieńka, rekonstrukcja miasteczka Chłodnica Górska w parku rozrywki w Kalifornii

Bujdy na resorach (ang. Cars Toons: Mater's Tall Tales) — amerykańska seria krótkich filmów edytowanych komputerowo przez wytwórnię Pixar. Pierwszy serial z serii Cars Toons, kontynuowany w mini serii Opowieści z Chłodnicy Górskiej. Głównymi postaciami są Złomek, a także Zygzak McQueen z filmów z serii Aut. Larry the Cable Guy (w wersji oryginalnej) oraz Witold Pyrkosz (w wersji polskiej) podkładają głos Złomkowi, natomiast Keith Ferguson (w wersji oryginalnej) oraz Piotr Adamczyk(w wersji polskiej) podkładają głos Zygzakowi.
Pierwsza emisja serii rozpoczęła się 27 października 2008 roku na kanałach Toon Disney, Disney Channel i ABC Family, a w Polsce — 16 grudnia 2008 roku w Disney Channel. Niektóre odcinki miały swoją premierę na Blu-ray i DVD, czy w różnych kinach.

## Fabuła
Seria opowiada o przygodach Złomka i McQueena znanych z filmu Auta. W każdej historyjce Złomek opowiada McQueenowi pewną historię, która mu się przydarzyła. Kiedy Zygzak ma wątpliwości co do prawdziwości historii, ten wplątuje w opowieść McQueena i kontynuuje ją. Na końcu każdej historii, gdy Zygzak ponownie powątpiewa w prawdziwość historii, opowieść Złomka z reguły uwiarygadnia pojawiająca się znienacka drugoplanowa postać jego historii.

## Postacie
- Złomek – główna postać serii, zabawny holownik pokryty rdzą z Chłodnicy Górskiej, który lubi opowiadać swoje historie, co dla Zygzaka McQueena jest nieprawdą.
- Zygzak McQueen – najszybszy samochód wyścigowy osiedlony w Chłodnicy Górskiej, oraz najlepszy przyjaciel Złomka, który nie wierzy w jego historie.
- Kabuto – szef gangu ninja, który uczestniczył w drifcie ze Złomkiem przegrywając i idąc na złom. Pojawił się on w odcinku Japoński Złomek.
- Niunia i Dziunia – w tejże serii fanki Złomka, oraz kelnerki w kawiarni V8 u Loli, które wystąpiły w prawie każdym odcinku.
- Ito-San – klient Złomka, który załatwił mu tuning za odholowanie do Tokio podczas driftu z Kabuto w odcinku Japoński Złomek.
- Stasieniek – założyciel Chłodnicy Górskiej, mąż Gieni, oraz sprzedawca korków do chłodnic, który wystąpił w odcinku Złomek i wehikuł czasu.
- Muwio – Niewielki, młody spodek kosmiczny, znany też jako UFO, oraz nowo zaprzyjaźniony kumpel Złomka. Wystąpił w odcinku Niezidentyfikowany Złomek Latający.
- Gruby Rura – luksusowy samochód oraz właściciel klubu Kamieniozłomy, a także głowa przestępczej organizacji zajmującej się produkcją i handlem podrabianych opon. Pojawił się on w odcinku Złomek na tropie.
- Odbiór – prom kosmiczny NASCA. Zabrał Złomka na Księżyc, by ten mógł uratować Poloneza XIII. Pojawił się on w odcinku Złomek w pełni.
- Potwór doktora Frankenszrota – potężny robot, który był rywalem Złomka w wielkim finale. Pojawia się w odcinku Król Złom.
- Pani Ufowa – matka Muwia

## Wersja polska
Wersja Polska: na zlecenie Disney Character Voices International – Sun Studio Polska/SDI Media Polska

Reżyseria: Waldemar Modestowicz

Dialogi: Maciej Wysocki

Dźwięk i montaż: Filip Krzemień i Jarek Wójcik

Opieka artystyczna: Michał Wojnarowski

Wystąpili:
- Witold Pyrkosz – Złomek
- Piotr Adamczyk – Zygzak McQueen
- Krzysztof Kowalewski – Szeryf
- Andrzej Blumenfeld – Pan Król
- Dariusz Odija
- Cezary Kwieciński
- Sławomir Pacek
- Joanna Pach
- Julia Kołakowska
- Izabela Dąbrowska
- Włodzimierz Press
- Krzysztof Szczerbiński
- Brygida Turowska
- Agnieszka Burcan
- Barbara Zielińska
- Jarosław Boberek
- Kajetan Lewandowski
- Zbigniew Konopka
- Paweł Szczesny
- Mikołaj Klimek
- Robert Tondera
- Cezary Nowak
- Janusz Wituch
- Jacek Bursztynowicz
- Mirosław Zbrojewicz
- Anna Apostolakis
- Andrzej Gawroński
- Andrzej Chudy
- Waldemar Barwiński
- Jacek Mikołajczak
- Miriam Aleksandrowicz
- Jarosław Domin

i inni
Lektor: Dariusz Odija, Paweł Bukrewicz

## Lista odcinków
| Sezon | Sezon | Odcinki | Odcinki | Oryginalny tytuł            | Polski tytuł                   | Premiera w USA       | Premiera w USA   | Premiera w Polsce | Premiera w Polsce |
| Sezon | Sezon | USA     | Polska  | Oryginalny tytuł            | Polski tytuł                   | Premiera             | Finał            | Premiera          | Finał             |
| ----- | ----- | ------- | ------- | --------------------------- | ------------------------------ | -------------------- | ---------------- | ----------------- | ----------------- |
|       | 1     | 4       | 4       | Mater's Tall Tales          | Bujdy na resorach              | 27 października 2008 | 12 grudnia 2008  | 16 grudnia 2008   | 1 maja 2009       |
|       | 2     | 5       | 5       | Mater's Tall Tales          | Bujdy na resorach              | 20 listopada 2009    | 2 listopada 2010 | 10 marca 2010     | 5 listopada 2010  |
|       | 3     | 2       | 2       | Mater's Tall Tales          | Bujdy na resorach              | 1 listopada 2011     | 5 czerwca 2012   | 4 listopada 2011  | 17 sierpnia 2012  |
|       | 4     | 4       | 1       | Tales from Radiator Springs | Opowieści z Chłodnicy Górskiej | 22 marca 2013        | 20 maja 2014     | 23 stycznia 2015  | nieemitowany      |